# Vergara
Vergara (oficialmente en euskera: Bergara) es un municipio de la provincia de Guipúzcoa, País Vasco (España), perteneciente a la comarca del Alto Deva, con una población de 14 739 habitantes (2023). La extensión del municipio es de 75,97 km², con una densidad de población de 195,22 hab./km². Su altitud es de 157 m sobre el nivel del mar. Ostenta el título de «Muy Noble y Leal Villa».[cita requerida]
Vergara ha sido considerada históricamente como la capital del Alto Deva, su ubicación en el cruce de caminos entre la vía de comunicación de la costa cantábrica con la meseta castellana, por la que se exportaba la lana, y las rutas que se adentraban en Guipúzcoa, por Oñate, Elgueta y Zumárraga y en Vizcaya, por Elorrio, favoreció su crecimiento y riqueza económica. Con la irrupción de la industria a finales del siglo XIX y principios del siglo XX, Vergara se convirtió en un importante centro fabril centrado en la industria textil y metalúrgica. La producción textil llegó a ser tan importante y característica que al mahón se le ha venido denominando «azul vergara».
Sus armas son: en campo verde las llaves de San Pedro cruzadas con una estrella encima de ellas y una media luna debajo. El conjunto descansa sobre una barreta, colgando de esta tres listones en oro con una ara sobre un campo rojo.

## Geografía
La villa de Vergara se sitúa en el valle del Deva, en el sudoeste de la provincia de Guipúzcoa en el límite con Vizcaya. Ubicada en un importante nudo de comunicaciones, en el cruce de la autopista AP-1, que en Éibar se enlaza con la AP-8 que recorre la cornisa cantábrica, enlazando San Sebastián, capital de la provincia, y la frontera francesa con Bilbao, capital de Vizcaya y ciudad más importante del País Vasco y el resto de la cornisa cantábrica. La AP-1, por el extremo sur, llega a Vitoria, capital de la Comunidad autónoma Vasca, y la ruta principal para llegar a Madrid, capital de España, y el eje transversal Beasáin–Durango. Vergara se encuentra equidistante de las tres capitales vascas Bilbao, San Sebastián y Vitoria.
El relieve es montañoso con alturas que rondan los 800 m sobre el nivel del mar y ríos que conforman estrechos valles que han sido ocupados por los núcleos poblacionales y la industria.
Vergara limita con los siguientes municipios: al norte con Placencia de las Armas, Éibar y Elgóibar; al sur Mondragón y Oñate; al este con Anzuola y Azcoitia y al oeste con Elgueta y Elorrio (Vizcaya).

### Comunicaciones
Como toda la comarca del Alto Deva, Vergara está regularmente comunicada. La carretera GI-627 atraviesa la ciudad uniendo Éibar con Mondragón y Vitoria. En paralelo a la provincial está la autopista Éibar–Vitoria (AP-1), con dos salidas en sendos extremos del núcleo urbano: Amillaga e Ipiñarri (fecha de finalización para el 2008).
El eje Beasáin–Durango pasa por Vergara uniéndose aquí a la AP-1. Este eje, que sustituye a la carretera provincial GI-632 (fecha de finalización para el 2010), en Beasáin se enlaza con la A-1 y en Durango con la AP-8.
Completan la red de carreteras la GI-3360 que enlaza con Elgueta y Elorrio a través del valle de Anguiozar y la GI-2632 que también llega a Elgueta pero pasando por el barrio de Ubera. La GI-2630 une Vergara con Oñate y la GI-3750 con Azcoitia. El servicio de autobuses lo presta la empresa Transportes PESA.
Vergara contó con dos estaciones de ferrocarril. Por un lado, la estación que perteneció a la línea Durango-Zumárraga, que junto con el Ferrocarril Central de Vizcaya (Bilbao-Durango) y el Elgoibar-San Sebastián constituyeron en 1906 los Ferrocarriles Vascongados. Esta línea enlazaba Vergara con Bilbao y San Sebastián en la estación de Málzaga, en Éibar, y en Zumárraga conectaba con el Ferrocarril del Urola (Zumárraga-Zumaya) y con la línea de RENFE Madrid-Irún, de ancho ibérico. La segunda estación de Vergara perteneció al Ferrocarril Vasco-Navarro (sección Vitoria-Mecolalde), que contaba además con la sección Vitoria-Estella y el ramal de San Prudencio a Oñate. En la estación de Mecolalde se unían los trazados de ambas líneas (Durango-Zumárraga y Vasco-Navarro). Todas estas líneas de vía métrica fueron clausuradas en los años 1960. En la actualidad no se ha llegado a construir el proyectado tranvía del Alto Deva, que debía unir (se preveía que la primera fase entrase en funcionamiento para el año 2010) las localidades de Vergara, Mondragón y Arechavaleta. En fases posteriores llegaría a Oñate y a Éibar enlazando en Málzaga con la línea Bilbao-San Sebastián. El gobierno vasco acabó aparcando el proyecto, durante la presidencia de Patxi López, en favor de un servicio de autobús modernizado.

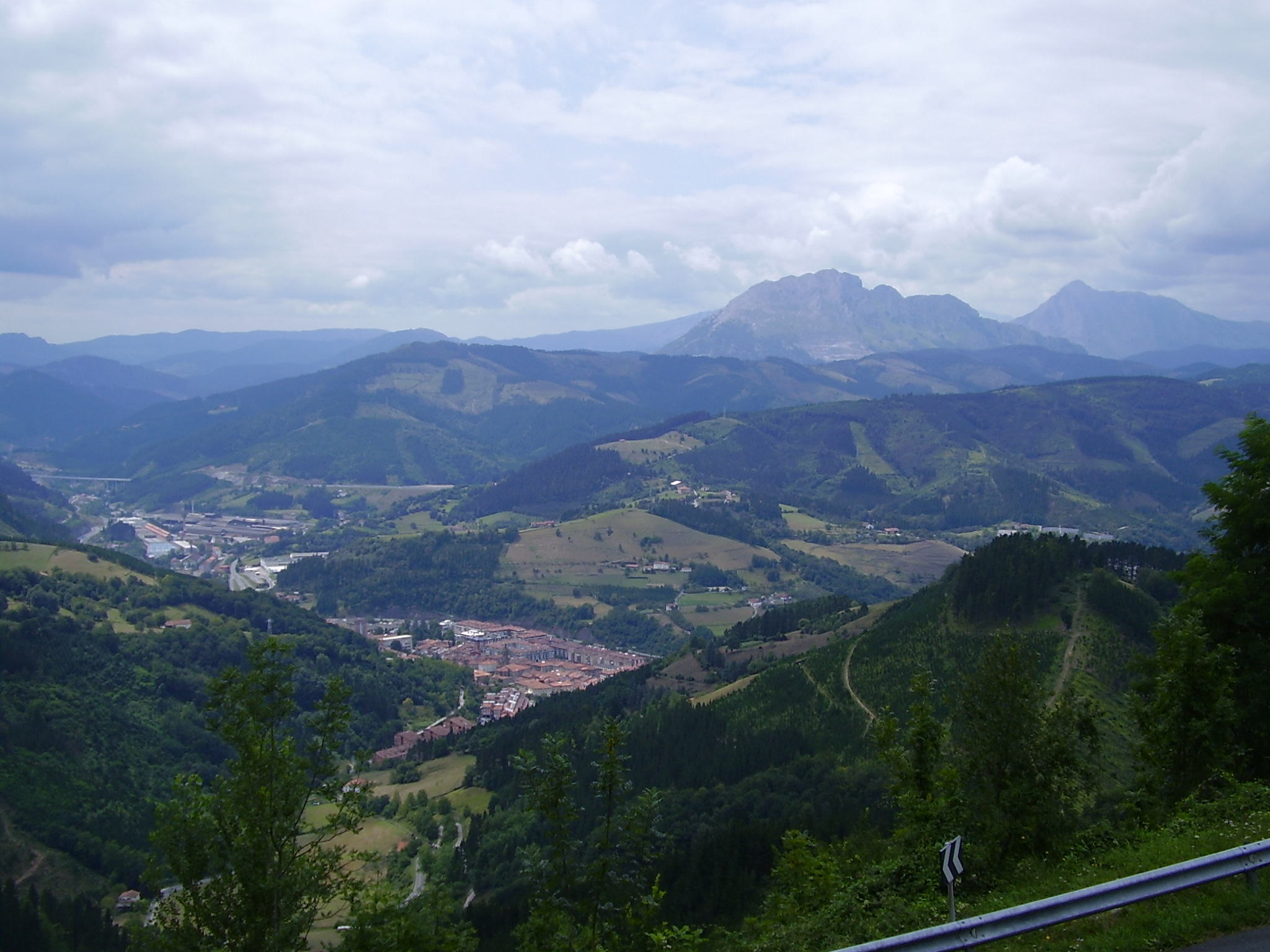
Vista de Vergara

Las comunicaciones aéreas y marítimas se prestan desde los aeropuertos de las capitales vascas, Foronda en Vitoria, Lujua en Bilbao y Fuenterrabía en San Sebastián, y desde los puertos de Bilbao y Pasajes.
Las distancias a las capitales vascas son: a San Sebastián, 69,5 km; a Bilbao, 58 km, a Vitoria, 45 km; a los pueblos de la comarca; a Elgueta, 8,23 km; a Placencia, 14,5 km; a Anzuola, 4 km; a Mondragón, 9,75 km y a Oñate, 12,5 km.

### Composición
Conforman la villa de Vergara, además del casco urbano, una serie de barrios rurales con diferentes grados de identidad propia, algunos de ellos contaron con independencia municipal hasta que fueron integrados en la villa.
- Anguiozar
- Basalgo
- Bolu
- Elosua
- Goiauzo
- Kokote
- Labegaraieta
- Osintxu
- Ozaeta
- San Antonio
- San Cristóbal
- San Juan
- San Miguel
- San Prudencio
- Ubera
- Zubiaurre

### Hidrografía
Todo el territorio municipal de la villa de Vergara pertenece a la cuenca hidrográfica del río Deva. En él desembocan otros ríos y arroyos que completan la hidrografía de Vergara. Por la derecha el Deva recibe al Aránzazu que procede de Oñate, Anzuola, Arane y Musquirichu, y por la izquierda Epele, Anguiozar y Ubera o San Juan.
El Deva a su paso por Vergara atraviesa varios puentes. A principios del siglo XIX Tomás López en su diccionario decía; 

Dicho río Deva abunda en anguilas, barbos y bogas; atraviésanle catorce ó quince puentes de tres y quatro ojos; tiene cinco molinos, con otros doce en los arroyos, y una ferrería en que se trabajan anualmente 6 mil arrobas de hierro. Hay al pie de 300 fuentes de buena agua, algunas marciales ó ferruginosas, y una medicinal llamada Eguzquiza, confinante con la de Anzuola.

### Orografía
Con una altitud de 149 m sobre el nivel del mar, Vergara se asienta en un terreno de margas cretáceas con areniscas intercaladas. El relieve es muy severo con pendientes y pocas llanuras con muchas elevaciones que rondan los 700 m de altitud. Las cadenas montañosas recorren el territorio municipal en dirección noroeste a sudoeste y en ellas destacan las cumbres del Elosua de 709 m que se alza sobre el núcleo urbano, Irutontorreta, Gurutzeaga, Galarraga, Azaldeguieta, Goi-mendi y Aingeru-buru.
Las laderas de los montes acumulan materiales erosionados que crean tierras coluviales con abundancia de minerales, haciendo que la tierra sea fértil. En estos terrenos se ubican las casas de campo dedicadas a la agricultura, los caseríos. En el fondo del valle hay aluviales de poca extensión. La tierra es de la denominada parda caliza, con humus rico en material orgánico. En los bosques hay un nivel alto de humedad, lo que favorece la transformación de la materia orgánica.
Los bosques están formados por castaños, robles y hayas, aunque los pinares, de pino insignis, destinados a la explotación forestal ocupan una gran superficie.

### Clima
La situación de Vergara en el norte de la península ibérica, cerca de la costa, hace que su clima sea de tipo oceánico templado. Temperaturas suaves con inviernos y veranos suaves donde las temperaturas extremas raramente superan los 0 y los 35 °C.
Precipitaciones muy abundantes y uniformemente distribuidas a lo largo del año; la media anual de precipitación es de 1300 mm.
En los valles se produce, frecuentemente, la inversión térmica que provoca nieblas y brumas matinales.

## Demografía
Vergara cuenta con una población de 14 471 habitantes (INE 2024).
| Gráfica de evolución demográfica de Vergara entre 1842 y 2021                                                       |
| |
| Población de derecho según los censos de población del INE Población de hecho según los censos de población del INE |

## Economía
La economía de Vergara ha estado basada históricamente en el comercio y en la industria metalúrgica. La consolidación de Vergara como cabeza comarcal y su ubicación fueron las causas de que el comercio fuera uno de los motores de la economía vergaresa. La industria de la transformación del hierro, desde las antiguas ferrerías hasta los modernos altos hornos, ha sido el otro pie económico de la villa. En el siglo XIX la metalurgia se completó con la industria textil, que tomó gran importancia.
La agricultura y la ganadería, como todo el sector primario, no han tenido, ni tienen gran relevancia. Las labores agrícolas y ganaderas quedan como complemento secundario a la economía familiar y son destinadas al autoconsumo. Los excedentes se venden en los mercados de la zona. El desarrollo industrial ha venido quitando al campo tierras de cultivo y trabajadores; se ha dado el proceso de un abandono de las labores del caserío, que han ido recayendo en las etxekoandres (las mujeres de la casa) para acudir a los talleres. En este proceso muchas tierras destinadas a cultivo o a pastos para el ganado se han dedicado a la explotación forestal, que precisa muy poco cuidado. Existen algunas labores de minería, canteras de caliza y de explotación forestal.
El sector de servicios se basa en la centralización como cabeza comarcal de los servicios más especializados. Aun teniendo Vergara un importante patrimonio monumental no hay una actividad turística relevante.

### Sector primario
El sector primario no tiene relevancia en la economía de Vergara. Las actividades agrícolas y ganaderas son escasas y se realizan en pequeñas explotaciones familiares, el típico caserío vasco, que están destinadas al autoconsumo y a la venta de los excedentes en los mercados de la comarca. Los ingresos de estas actividades están considerados como complemento al ingreso principal del hogar familiar. La agricultura y la ganadería han perdido las mejores tierras de cultivo y pasto al ser ocupadas por las fábricas en el proceso del desarrollo industrial, y a la vez muchos trabajadores y trabajadoras que venían desarrollando sus actividades en labores agrícolas y ganaderas han abandonado estas para incorporarse a la industria, dejando las explotaciones como mero autoconsumo y plantando, en las tierras de labor y pasto, bosques de pino insigne destinado a la explotación forestal. Hay un criadero industrial de codornices que supone la única actividad relevante de este sector. Hay alguna explotación minera a cielo abierto en extracción de piedra caliza.

### Sector secundario
El sector secundario es el principal motor económico del municipio. Desde la fundación de la villa se ha venido trabajando el hierro en ferrerías y herrerías que producían hierro y manufacturaban diversos productos. En el siglo XIX se implanta la industria moderna, que tiene su inicio en 1841 con el proceso de traslado de aduanas. Los capitales procedentes del comercio se invierten en diversas industrias pertenecientes, principalmente, a dos subsectores, al histórico de la metalurgia y al textil. El impacto de la industria textil fue tan relevante que a Vergara se le conoce con el sobrenombre de «la villa mahonera» y al azul mahón se le llama azul vergara.
El sector textil se establece en la villa en 1846 con la creación de la sociedad Fois, Silva, Blanc y Cía. que a la sazón sería la Algodonera San Antonio, S.A. que produciría tejidos a gran escala. Alrededor de esta compañía se establecen otras muchas, tintorerías y tejedurías. El desarrollo de esta rama industrial tuvo su cenit después de la Segunda Guerra Mundial. Complementan la fabricación textil la manufactura del cuero y la producción de alpargatas, pero estas ya en forma reducida y dentro del ámbito familiar. Aunque fue en el siglo XIX cuando se implantó la industria textil, existía cierta tradición en la fabricación de tejidos en la villa. El Archivo General de Simancas guarda un documento en el que los Reyes Católicos confirman unas ordenanzas de «los hazedores de los paños de Vergara» del año 1497.
El sector metalúrgico, que se mantuvo bajo formas artesanales hasta bien entrado el siglo XIX, tiene su punto de inflexión en 1860 con el nacimiento de la compañía Vergarajauregi, Resusta y Cía. (que fue el embrión de la Unión Cerrajera). Esta sociedad se instaló en la vecina villa de Mondragón, pero ubicó en Vergara su planta de producción de acero que constaba de dos altos hornos alimentados por carbón vegetal. Esta planta fue la denominada Altos Hornos de Vergara.
Se desarrolló al paso del tiempo una importante industria metalúrgica de manufactura con una actividad similar a la del resto de la comarca del Alto Deva y de la vecina Bajo Deva. Hay fábricas de máquina herramienta, accesorios del automóvil, tornillería, forja, fundición y electrodomésticos. La actividad cooperativa, principalmente del Grupo Mondragón, es muy importante.
Hay pequeñas centrales hidroeléctricas y alguna instalación de transformación maderera y harinera.

### Sector servicios
En el sector servicios, la consolidación de Vergara como cabeza de comarca y cabeza judicial ha servido para que su desarrollo comercial sea importante. Todavía mantiene tres ferias anuales importantes. Los servicios están dedicados a las necesidades de los ciudadanos y de la importante industria que radica en el municipio. Aun teniendo un relevante patrimonio monumental, no tiene desarrollada una actividad turística.

## Administración y política
| Partido político                                              | 2023  | 2023       | 2019  | 2019       | 2015    | 2015       | 2011  | 2011       | 2007  | 2007       |
| Partido político                                              | %     | Concejales | %     | Concejales | %       | Concejales | %     | Concejales | %     | Concejales |
| Euskal Herria Bildu (EH Bildu)-Bildu                          | 56,24 | 10         | 48,25 | 9          | 39,03   | 7          | 47,23 | 9          | —     | —          |
| Euzko Alderdi Jeltzalea-Partido Nacionalista Vasco (EAJ-PNV)  | 32,92 | 6          | 37,82 | 7          | 43,98   | 8          | 27,59 | 5          | 28,13 | 5          |
| Partido Socialista de Euskadi-Euskadiko Ezkerra (PSE-EE PSOE) | 6,29  | 1          | 6,35  | 1          | 5,22    | 1          | 8,21  | 1          | 9,75  | 2          |
| Elkarrekin Podemos-Ezker Anitza-IU-Irabazi                    | 3,04  | 0          | 2,51  | 0          | 9,22    | 1          | —     | —          | —     | —          |
| Ezker Batua-Berdeak (EB-B)                                    | —     | —          | 4,30  | 0          | Irabazi | Irabazi    | 1,99  | 0          | 3,9   | 0          |
| Aralar                                                        | —     | —          | —     | —          | —       | —          | 9,79  | 2          | 15,05 | 3          |
| Eusko Abertzale Ekintza-Acción Nacionalista Vasca (EAE-ANV)   | —     | —          | —     | —          | —       | —          | —     | —          | 31,15 | 6          |
| Eusko Alkartasuna (EA)                                        | —     | —          | —     | —          | —       | —          | —     | —          | 7,78  | 1          |

## Historia
Los monumentos megalíticos que se han encontrado en el territorio municipal o en sus inmediaciones atestiguan que las tierras de Vergara ya fueron pobladas en la prehistoria. Estos restos arqueológicos son dólmenes y túmulos que se ubican en las estaciones megalíticas de Udala-Intxortas y Elosua-Placencia (Karakate). Los yacimientos fueron estudiados en la década de 1920 por José Miguel de Barandiarán, Telesforo de Aranzadi y Enrique Eguren.
La primera referencia documental de Vergara procede del año 1050 y está relacionada con la donación realizada por Sancho el Mayor al monasterio de San Juan de la Peña de unas tierras que pertenecían, hasta entonces, al monasterio de San Miguel de Ariceta. 

### Edad Media, fundación de la villa
En el año 1200 las tierras de Guipúzcoa se incorporan a la Corona castellana y comienza un proceso de fundación de villas a lo largo de las rutas que unen las costas del Cantábrico con la meseta castellana, promoviendo de esta forma el comercio. El valle del río Deva es el paso natural entre la costa y la llanada alavesa y la meseta castellana. Por esta vía se exportará la lana de los grandes rebaños castellanos a Inglaterra y entrará el hierro necesario para las ferrerías. En este contexto histórico Alfonso X el Sabio funda, en el lugar conocido como San Pedro de Ariznoa, la villa de Villanueva de Vergara el 30 de julio de 1268 y le otorga el fuero de Vitoria. La forma de regencia era en concejo abierto. Dice así: 

Que habernos de facer una puebla en Vergara, e señaladamente en aquel logar que dicen Ariznoa; a que ponemos nombre Villanueva, e por facer bien e merced a los pobladores que agora son e seran daqui adelante, damosles e otorgamosles el fuero que han los de Vitoria.

Con el objetivo de un rápido crecimiento poblacional y fortalecimiento de la fundación, que sirviera de núcleo de comercio y defensa, se van dando diferentes privilegios. El 27 de mayo de 1273 el propio rey fundador otorga, en Ávila, a los vecinos de la villa el privilegio de la exención de pecho: 

...que todos los hijosdalgo que hubiesen venido o viniesen a poblarla y ser vecinos de la misma, fuesen quitos de todo pecho, pedido enmienda y yantar.

Más adelante, el 20 de mayo de 1344 en Sevilla Alfonso XI permite ser vecinos de la villa de Vergara a aquellos que residiendo fuera de ella así lo quieran, conservando sus propiedades y residencias. 

...que los hijosdalgo y labradores que moraban en algunos lugares de la comarca y quisiesen ser vecinos de la misma villa, manteniéndose en sus solares, gozasen el fuero de ésta, siendo juzgados por su alcalde. Esto debía, sin embargo, entenderse para el caso de que no hiciesen semejante vecindad por eximirse del pago de los pechos y derechos debidos al rey o a algún otro derecho.

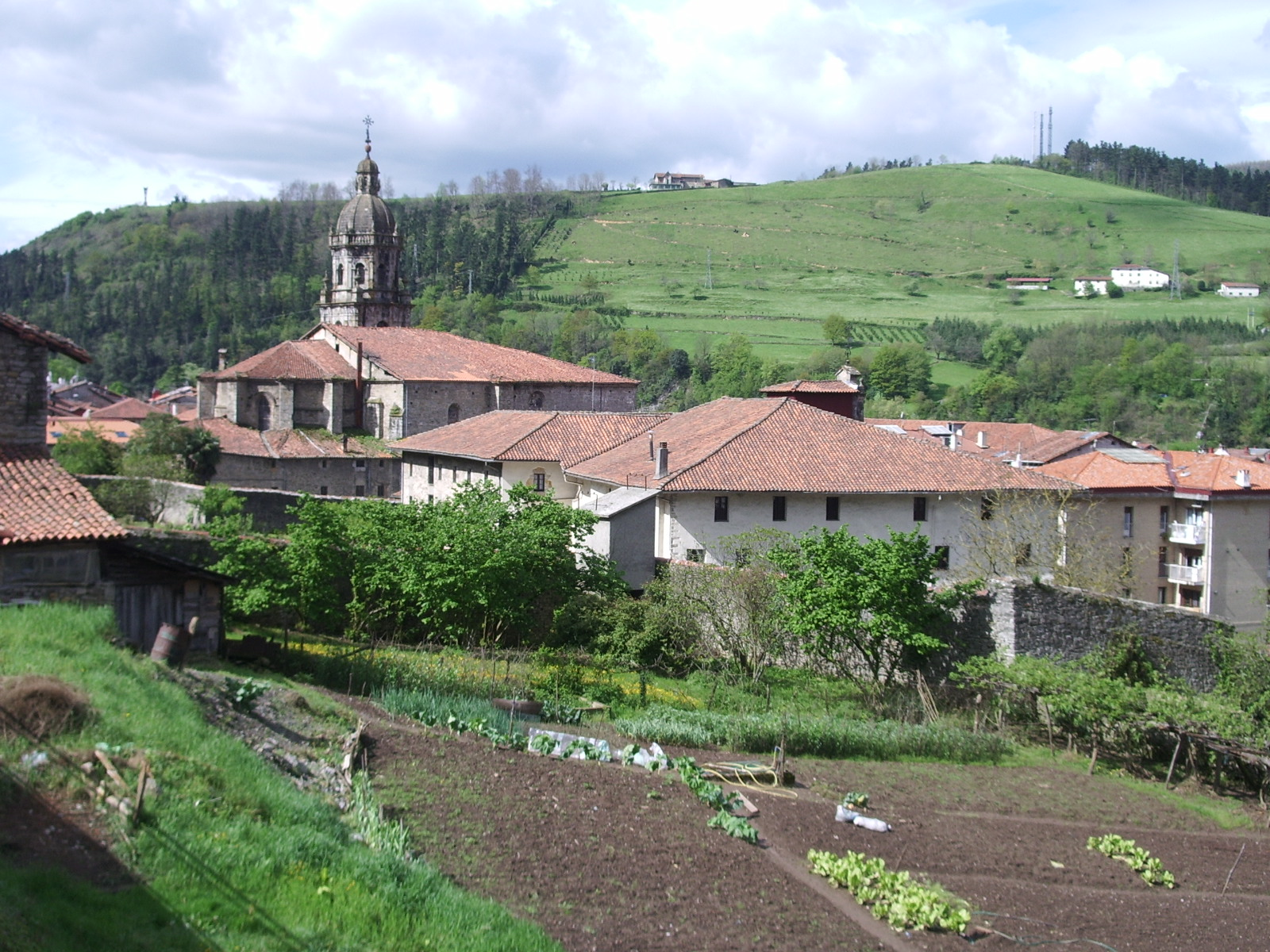
Iglesia de San Pedro de Ariznoa

El 16 de junio de 1348 la anteiglesia de Santa Marina de Oxirondo se incorpora a Vergara mediante escritura de concordia otorgada en la iglesia de San Pedro ante Fortún Ortiz, escribano de Mondragón, y confirmada por Enrique II en Burgos a 10 de septiembre de 1373. La anteiglesia de Uzarraga se une a la villa en 1391.
En las Guerras de Bandos toman parte las familias de los Ozaeta y los Gabiria. Los Reyes Católicos aprueban las Ordenanzas para el buen gobierno local en 1490, pero la representatividad de los diferentes entes que forman la villa es una fuente de conflictos que hace que en julio de 1497 se tenga que redactar un convenio que será firmado por los Reyes Católicos.
En 1506 se aprueban las ordenanzas contra el fuego y en 1518 las que regulan la reedificación de las casas de cal y canto. La villa consta ya del núcleo urbano y dos arrabales, Videcuruceta y Masterreca.
Se sabe que sobre el año 1200 en el monte Elosua hubo un castillo cerca del sitio donde está la iglesia de San Andrés.

### Edad Moderna
El comercio fue el principal motor económico de Vergara durante mucho tiempo. Se celebraban tres mercados de trigo a la semana, lo que atraía a mucha gente de los arrendadores y fomentaba una buena oferta de hospedaje. El comercio se complementaba con una incipiente industria metalúrgica basada en las numerosas ferrerías que había en el territorio municipal. Las condiciones de combustible (leña de los bosques) y energía (ríos y arroyos) así como de mineral de hierro, traído en barcazas hasta Deva y en carros hasta Vergara eran óptimas para la producción de hierro y su transformación en herramientas, aperos y armas tanto blancas (los cuchilleros llegaron a tener su propia cofradía) como de fuego.
La bonanza económica dio lugar a la construcción de numerosos edificios tanto civiles, residencias de nobles, comerciantes y funcionarios, como religiosos. En el siglo XVII se construyen la casa consistorial, obra de Lucas de Longa, las iglesias de San Pedro, enriquecida en 1626 por la escultura, regalo de Juan de Irazábal, contador real en Sevilla, del Cristo de la Agonía, obra realizada en 1622 del cordobés Juan de Mesa, y Santa Marina, y se amplía la plaza de San Martín de Aguirre.
En 1629 se separa Anzuola y poco después intenta hacerlo, sin éxito, la anteiglesia de Oxirondo.
En el siglo XVIII se produce un refortalecimiento cultural, se crea la Real Sociedad Bascongada de Amigos del País que establece en el antiguo colegio de la Compañía de Jesús, que había sido expulsada de España por mandato de Carlos III, un centro donde poner en práctica sus ideas ilustradas. El centro funciona excelentemente y logra atraer, en especial a las cátedras de Química y Mineralogía, a grandes científicos como Louis Proust o Chavaneau. En 1783 los hermanos Juan José y Fausto Elhuyar y Zubice descubren en sus laboratorios el wolframio. En 1799 se funda el colegio femenino de la Compañía de María.
En este siglo se transforma el Camino Real para que puedan transitar coches. Este camino sería parte de la vía de comunicación principal con Francia y Europa.
En 1718 los habitantes de Vergara se rebelaron contra el intento de Felipe V de poner aduanas. En 1766 rechazaron la Machinada, poniéndose al lado del rey.
En el contexto de la guerra de la Convención, las tropas francesa ocuparon la villa en noviembre de 1794 de donde fueron expulsadas en diciembre por una tropa al mando del vergarés Gabriel Mendizábal, que sería nombrado héroe de Alba de Tormes.

### Edad Contemporánea
El siglo XIX hace sentir sus turbulencias en Vergara con las guerras carlistas. Tomó parte en las dos primeras donde se llegó a luchar en sus calles. El 31 de agosto de 1839 se firma en Vergara el tratado de paz que pondría fin a la primera guerra carlista en el norte. El tratado fue firmado por los generales Rafael Maroto y Baldomero Espartero, los cuales se abrazaron, por lo que dicho hecho es conocido como el abrazo de Vergara. El lugar, que se llamaba Aseurrunz-bide azpiko soluase, pasó a denominarse Campo del Abrazo o Campo del Convenio.
A mediados de ese mismo siglo, en 1846, se funda la Algodonera de San Antonio que daría inicio a la relevante industria textil que se ha asentado en la villa.
Se nombra a la villa «cabeza de partido judicial» y se le dota de juzgados, cárcel y escuelas, así como de un nuevo cementerio. Se amplían paseos y plazas. El 1 de julio de 1888 llega a Vergara el ferrocarril: la línea Durango-Zumárraga, perteneciente a la compañía Ferrocarriles Vascongados. En 1918 la compañía Anglo-Vasco-Navarra inaugura su línea Vergara-Vitoria uniéndola a la anterior en la estación de Mekolalde.
A comienzos del siglo XX y a la sombra de la Unión Cerrajera, ubicada en la vecina villa de Mondragón, se crean los Altos Hornos y con ellos nace un barrio nuevo.
Por otra parte, para diciembre de 1925 estaba solicitada oficialmente la anexión del valle de Anguiozar y el barrio de Ubera. Hechos los trámites que marca la ley, el Ayuntamiento de Vergara, con acuerdo del 23 de abril de 1927, aceptó íntegramente las condiciones de anexión, con arreglo a las cuales también el Ayuntamiento de Elgueta, con fecha 24 de marzo de 1927, aceptó y aprobó la propuesta de esta segregación de Elgueta e incorporación a Vergara.
Vergara cayó tan pronto como en octubre de 1936 en manos del bando nacional sin oponer apenas resistencia y sus industrias fabricaban para el ejército de Franco. En el propio núcleo urbano de Vergara se situaron las baterías de artillería que bombardeaban el frente de Elgueta. El Valle de Anguiozar y el barrio de Ubera se convirtieron en la primera línea del frente durante todo el invierno de 1936-1937.
En las décadas de 1950 y 1960 se produjo un gran desarrollo industrial que conllevó en aumento de la población con la llegada a la villa de ciudadanos procedentes de otras regiones españolas. Este desarrollo se tradujo en la construcción de los barrios de Martokua, San Lorenzo y Matxiategi. Se crean y amplían servicios. En 1976 se ubica en el antiguo seminario el Centro Asociado en Guipúzcoa de la Universidad Nacional de Educación a Distancia.
A finales del siglo XX y comienzos del XXI, una vez resuelta la crisis industrial, se amplían los equipamientos de todo tipo reutilizando edificaciones existentes. Se construye, en el parque de chatarra de los Altos Hornos, un polideportivo y en el palacio Rotalde, la casa de cultura.

## Cultura

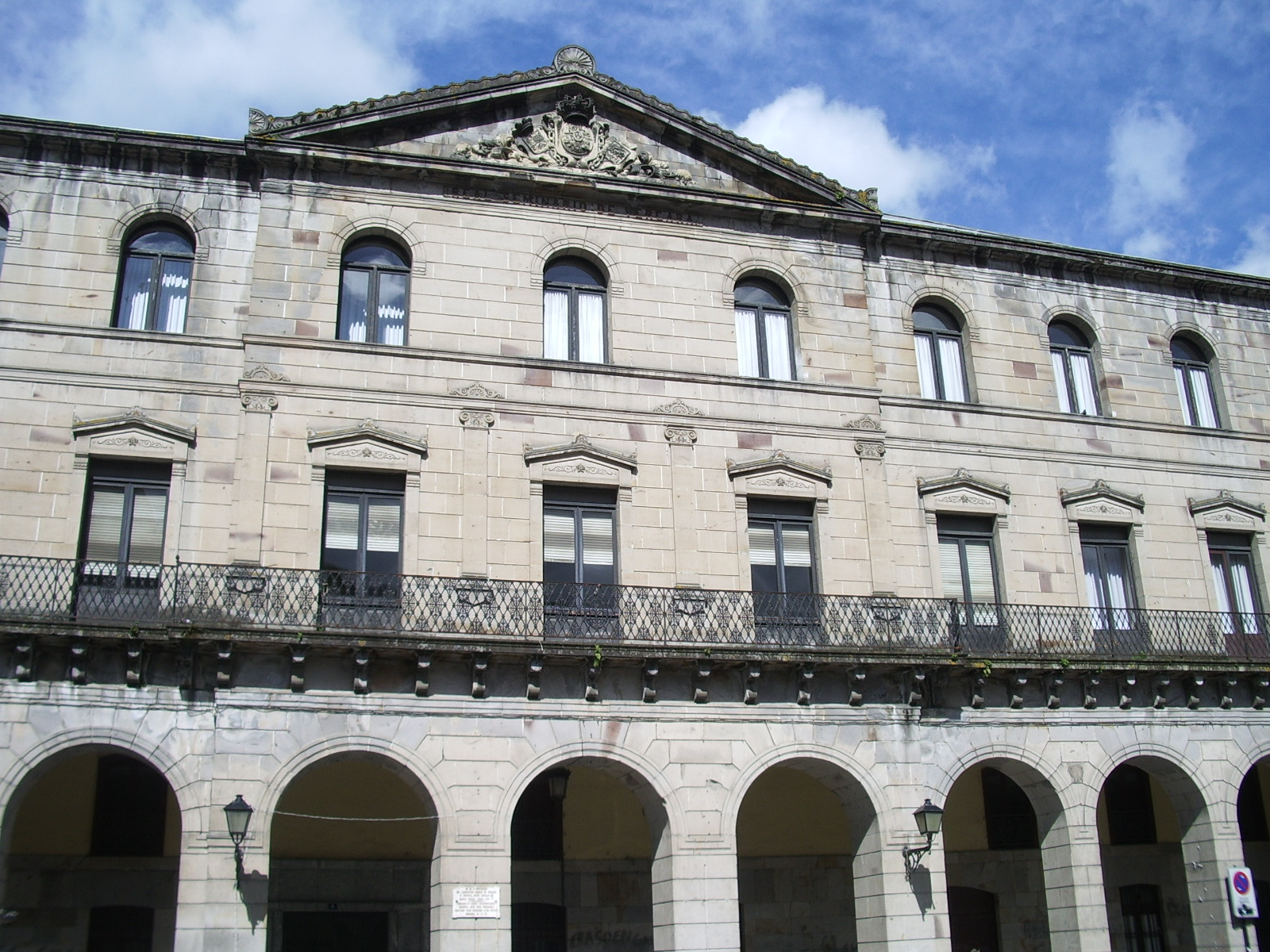
Real Seminario de Vergara

En el ámbito cultural Vergara ha sido una plaza referencial. La creación en 1770 del Real Seminario de Vergara por la Real Sociedad Bascongada de Amigos del País fue un hecho que llevó a que Vergara fuera considerado uno de los centros importantes de la investigación y estudios científicos de aquella época, logrando en sus laboratorios el aislamiento del wolframio por parte de los hermanos Fausto Elhuyar y Juan José Elhuyar. El Real Seminario se mantuvo activo hasta 1930.
El Real Seminario de Vergara fue fundado en las instalaciones que ocupaban el colegio que la Compañía de Jesús había fundado en 1597 y tuvieron que abandonar tras su expulsión de España en 1767. La Real Sociedad Bascongada dejó el centro en 1875, y cinco años después los dominicos pasaron a hacerse cargo del centro hasta su cierre en 1930. Actualmente tiene su sede en el edificio que albergó el Real Seminario la delegación de la Universidad a Distancia, la UNED y el colegio Aranzadi.

### Patrimonio
El casco histórico de Vergara está declarado conjunto monumental desde junio del año 2003. En él hay un buen número de edificios relevantes. En los barrios también se conservan monumentos, civiles y religiosos, dignos de mención.
Monumentos civiles

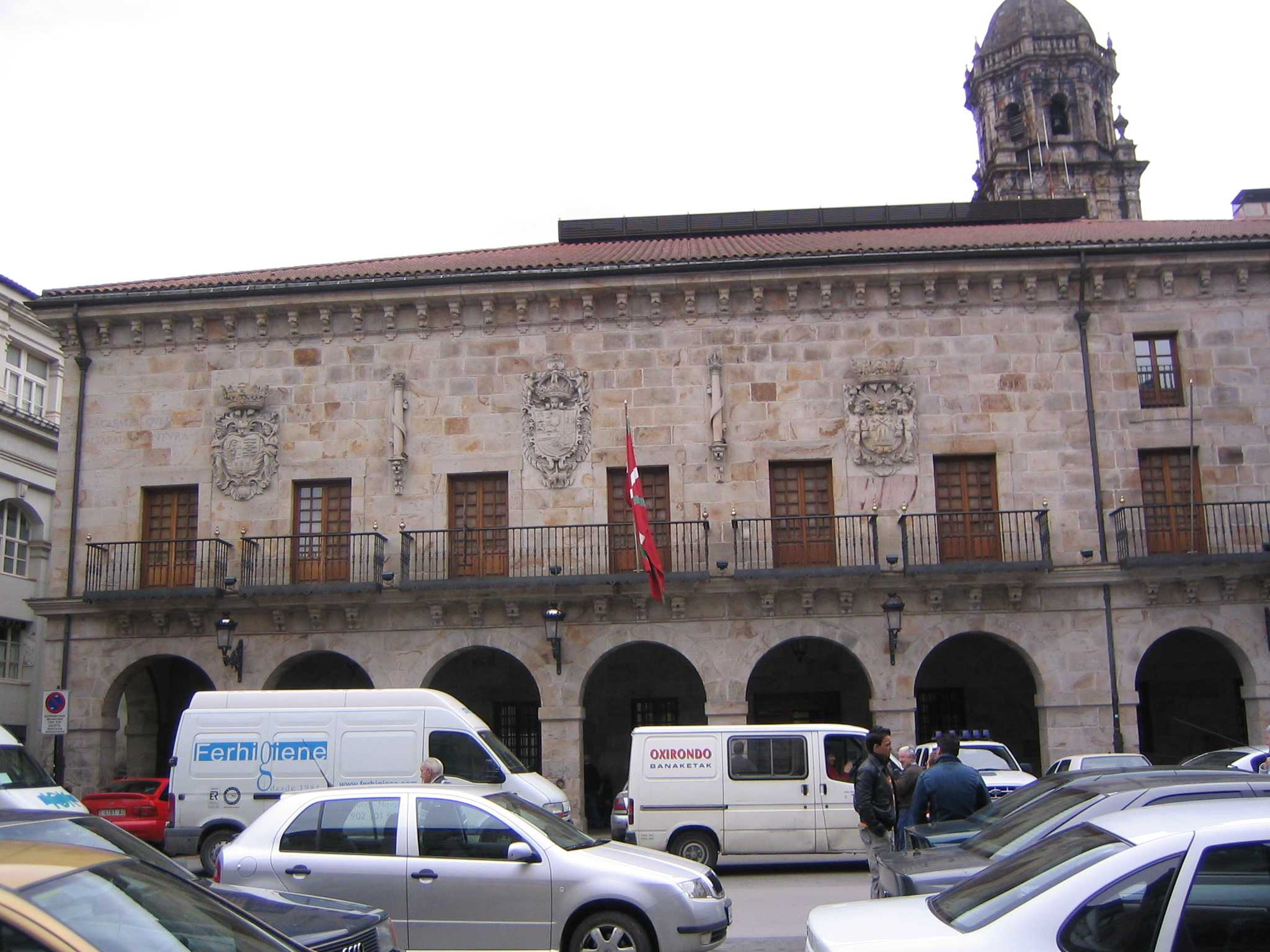
Ayuntamiento de Vergara

- Casa Jáuregi, data de comienzos del siglo XVI y destacan en su fachada los grabados que la cubren. De inspiración germánica, representan motivos vegetales y geométricos y una serie de parejas reales con corona y cetro. Es monumento nacional.

- Palacio Egino Mallea, construida en 1585 en estilo renacentista manierista destaca por su sobriedad en la decoración. La fachada principal usa a modo de decoración la distribución rítmica de los elementos arquitectónicos, columnas, basamentos, frontones... En el centro de la fachada se abre una grandiosa portada que enlaza sus tres pisos. Es monumento provincial.

- Casa Arrese, construida en la primera mitad del siglo XVI destaca en este edificio un magnífico balcón renacentista que hace esquina y fue añadido a finales de ese mismo siglo. Sobre el balcón se ubica el escudo de armas de la familia y a sus lados, soportados por sendos pares de pilastras jónicas, hay un arquitrabe decorado con líneas oblicuas, un friso y una cornisa adintelada. Un tímpano contiene un busto de mujer y, fuera de él, una exuberante decoración a base de flamencos y dragones. Este edificio esta declarado monumento provincial.

- Palacio Irízar o de Urrutia Espilla, del siglo XVII en estilo clasista de inspiración herreriana. Destaca, en el exterior, su escudo esquinero y en el interior el gran arco de acceso a las escaleras y el gran zaguán. En este edificio fue donde se firmó el tratado de paz de la primera guerra carlista entre Maroto y Espartero el 31 de agosto de 1839. Es monumento provincial.

- Casa Ondarza, construida en el siglo XVI, tiene dos magníficos arcos sobre los que se ubican dos escudos, uno el de armas de la familia y el otro el imperial de España. Es monumento provincial.

- Torre Moyua. El origen de la casa se remonta muy probablemente al siglo XVI. En lo que se refiere a su configuración exterior, su factura responde a una actuación posterior. La casa fue adquirida por el capitán Juan de Moyua Barrena y Argarte a mediados del siglo XVII. En esta misma centuria se realizaron obras de ampliación de la edificación. Posteriormente, en 1751, se efectuaron importantes obras que afectaron a garitones, pináculos y cornisa, así como a la fachada principal. Hay interés por conseguir un palacio a la antigua, razón que lleva a emplear los garitones ya citados rematados por florones, el tipo de huecos, ventanas geminadas, arcos conopiales... Es monumento provincial.

- Casa n.º 15 de la calle Artekale, ostenta una formidable fachada renacentista que data del siglo XVI. La decoración se centra en la portada con un arco de medio punto y en una ventana adintelada contigua. Se adorna el bajo con finas rosetas y un medallón en el que se representa un querubín.

- Torre de Olaso, construida a principios del siglo XVI, es una torre cuadrangular con sendos garitones en sus esquinas adornados con pináculos. Es monumento provincial. También es la sede de Jakiunde, Academia de las Ciencias, de las Artes y de las Letras. En su jardín se ubica un gran magnolio declarado Árbol singular del País Vasco. [9]

- Palacio Errotalde, se construyó entre 1598 y 1604 sobre una torre anterior. Hacia 1615 se realizaron reformas que enriquecieron el edificio con labores de talla que se ejecutaron para adornar cornisas, techos, escalera y alero. En 1661 lo adquirió el capitán Martín de Murua Elorregi que era además caballero de la Orden de Santiago, el cual ordenó la colocación del escudo de armas en la fachada y la ampliación de las ventanas, que fueron dotadas de antepechos y balaustradas de hierro. Es monumento provincial.

- Palacio de Ozaeta, a orillas del río Deva, esta construcción del siglo XVI vino a sustituir a otra anterior. Es monumento provincial.

- Palacio Gabiria, construido en el siglo XV sobre otra torre anterior, fue ampliado y reformado en los siglos XVI y XVII. Destaca en su fachada un gran escudo de armas de los Gabiria. Es monumento provincial.
- Casa consistorial, obra del arquitecto Lucas de Longa, data de finales del siglo XVII. Su decoración es sobria, donde destacan tres grandes escudos, el de la provincia (Guipúzcoa), el de España y el de la villa. Hay varias inscripciones en la fachada provenientes del libro de Eclesiástico que dicen: «en casa del que jura no faltará desventura» y «o que mucho de allá o que poco de acá». Es monumento local.

- Casa Aroztegi, datada en la primera mitad del siglo XVI, destaca por el arco plateresco de la entrada y su puerta. La decoración de la puerta, que consta de 24 paneles por cada hoja, está realizada con motivos figurativos que reflejan monstruos que se transforman en elementos vegetales, hombres con rasgos de animales, medallones heráldicos, etc.

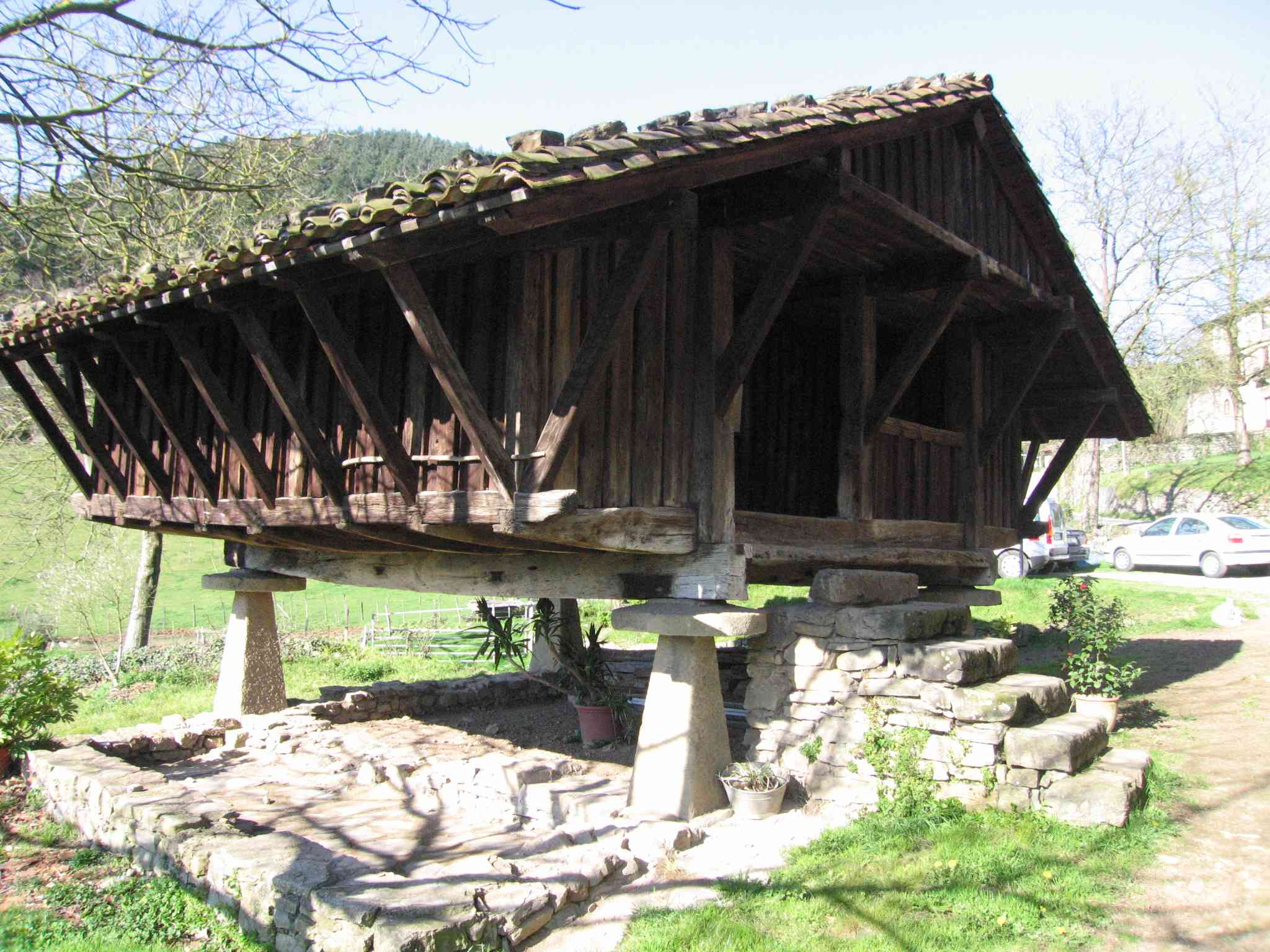
Hórreo de Agarre o Agirre

- Hórreo de Agarre, datado en la primera mitad del siglo XVI, es el único hórreo guipuzcoano. De planta cuadrada, está construido sobre cuatro soportes troncopiramidales cuadrados rematados por rodeznos circulares. Hecho en madera machihembrada sin clavos.

Monumentos religiosos
- Iglesia de San Pedro de Ariznoa, el embrión de la población de Vergara. La construcción actual proviene de finales del siglo XVI y comienzos del XVII. La torre es un añadido barroco de 1742. El altar mayor de estilo plateresco y datado en el siglo XVI, destaca por su grandiosidad. Sobresale la magnífica escultura, cumbre de la imaginería sevillana y regalo de Juan Pérez de Irazábal, contador real en Sevilla, del Cristo de la Agonía, obra realizada en 1622 por el cordobés Juan de Mesa, discípulo aventajado de Juan Martínez Montañés y que llegó a Vergara en 1626 a la muerte del propietario, por mandato de su hijo Juan Bautista de Irizabal. San Pedro de Ariznoa es monumento nacional.

- Iglesia de Santa Marina de Oxirondo, de planta rectangular, fue construida entre 1542 y 1607, en una primera fase, y entre 1648 y 1672 en una segunda. Está estructurada en tres naves separadas por columnas que tienen el fuste liso y están coronadas con capiteles clásicos. De ellos nacen los nervios que conforman las bóvedas. En el siglo XVIII fue ampliada con la construcción en 1701 de la torre, de estilo barroco, y del coro en estilo neoclásico realizado por Alejandro de Miranda a finales del mismo. En el interior destaca el altar mayor, barroco, realizado por Miguel de Irazusta entre 1739 y 1742. La imaginería es del vallisoletano Salvador Carmona. Es monumento nacional.

- Real Seminario, frente al ayuntamiento. La fachada actual es del siglo XIX. La importancia radica en que este edificio fue sede de uno de los centros de investigación y enseñanza más importantes de la Europa del siglo XVIII. Es monumento local.

- Iglesia de Elixamendi, la antigua parroquia del barrio de Marindano del Valle de Anguiozar, hoy ermita, guarda en su interior una de las pocas imágenes de la virgen dando de mamar al niño Jesús. En torno a la virgen lactante se ha creado la creencia de que su visita ayuda a las mujeres preocupadas por el embarazo y a los niños que tienen dificultades del habla. Se trata de un pequeño templo rural de una sola nave, cubierta de madera, formando un arco carpanel apoyado en ménsulas. El ábside es rectangular y en él se ubica el retablo a los lados sendos retablos dedicados a San Martín de Tours con una imagen del siglo XIV y a San Vicente Mártir con una imagen del siglo XV. Tras el ábside la sacristía y a los pies de la nave el coro que descansa sobre una gran viga de madera. En el lado del evangelio se alza el púlpito. El ingreso al templo se realiza por una puerta adintelada enmarcada por pilastras adosadas sobre la que se ubica un frontón que recoge un escudo. La fachada se completa por dos ventanas. La imagen de la virgen dando de mamar al niño es gótica florido del siglo XVII hecha en madera peral. La primera vez que aparece nombrado este templo en el 1563.[10]

- Iglesia de San Miguel Arcángel del Valle de Anguiozar, renacentista del siglo XVI con torre barroca del XVII, esta iglesia consta de una nave y ábside ochavado. Las bóvedas son de crucería apoyadas en arcos de medio punto, realizadas íntegramente en madera. La torre barroca está adosada a los pies de la nave. La portada de acceso es plateresca.

- Iglesia de San Andrés de Iriaun, Elosua, anterior al siglo XVI en la que fue declarada parroquia. La construcción actual es de estilo barroco Churrigueresco y según rezan en documentos de 1468 fue construida con materiales procedentes de la fortaleza de Elosua. Es de una sola nave con dos tramos y ábside recto. La torre como el altar mayor son barrocos. En esta iglesia se escondió durante la guerra de la guerra de la Independencia el guerrillero conocido como el Cura Santa Cruz.

Son muchos los monumentos menores, en su mayoría ermitas y caseríos, que se extienden por el territorio municipal de Vergara. Las particularidades de estos radican en la utilización de los materiales propios de la tierra y en su arquitectura que entronca con la tradición popular del país.

#### Estación megalítica Placencia-Elosua
Los monumentos funerarios prehistóricos de los yacimientos de la estación megalítica Placencia-Elosua, ubicada en el cresterío del cordal de Mazelaegi entre Karakate e Irukurutzeta, que forman la llamada ruta de los dólmenes, nombre que le dio Barandiarán, es un paseo entre túmulos y dólmenes del eneolítico. Es un recorrido de 11 km que cruza territorios municipales de las localidades de Elgoibar, Placencia y Vergara. Hay un total de 19 dólmenes y elementos megalíticos (dólmenes, túmulos y un menhir) del Neolítico y la Edad de Bronce. Se estima que este recorrido corresponde a un lugar de paso entre los valles de los ríos Deba y Urola.
La denominada Ruta de los Dólmenes es el sedero de pequeño recorrido PR-Gi 94 que tiene una longitud de 20 km de los cuales 11 al cordal Karakate-Iturriberri, un recorrido de dificultad baja y desnivel reducido, el resto son los tramos de acceso desde los tres municipios.

### Euskera
En Vergara se hablan dos lenguas, ambas oficiales, el castellano y el euskera. El uso de estas lenguas por la población es el siguiente:
- Usa habitualmente euskera el 41,8% de la población.
- Usa habitualmente castellano el 38,2% de la población.
- Usan habitualmente ambas indistintamente el 19,5% de la población.[12]

Lo saben:
- Sabe euskera el 70,1 % de la población.
- Sabe castellano el 100 % de la población.
- Sabe solo castellano el 19,4 % de la población.
- Es bilingüe pasivo el 10,5 % de la población.[12]

Desde 1986, que se creó el servicio de euskera en el ayuntamiento, se ha venido impulsando el vascuence a través de su uso dentro del propio ayuntamiento y del fomento de su uso público.
En 1990 se puso en marcha el primer Plan General para la Normalización de uso del euskera en el que se marcaban los perfiles lingüísticos para los puestos de trabajo municipales. En 1995 se aprobó el plan AEBE, que fomentaba el uso en el ámbito municipal, lo que ha llevado a convertir la administración local en bilingüe. Se han realizado otros acuerdos en otros ámbitos buscando los mismos objetivos.

### Fiestas
Las fiestas patronales de Vergara tienen lugar con ocasión de la festividad de Pentecostés. Dicha festividad se celebra cincuenta días después de Pascua de Resurrección, por lo que varía según el calendario lunar. También se celebra fiesta los días 5 y 16 de septiembre, en honor al santo vergarés San Martín de Aguirre. En esta fiesta se realiza una de las tres ferias anuales.
Luego cada barrio tiene sus propias fiestas en honor al santo al que tiene dedicada su iglesia o ermita; estas son:
- En el Valle de Anguiozar: Cofradía de San Sebastián el 20 de enero, San Vicente de Parteitti el 22 de enero, Nuestra Señora de Elizamendi de Marindano el 25 de marzo, la aparición de San Miguel de Goimendi el 8 de mayo, la Ascensión del Señor, San Miguel el 29 de septiembre, San Martín de Tours de Arezkurenaga el 11 de noviembre, San Juan Txiki el 27 de diciembre.
- En Basalgo, Santiago el 25 de julio.
- En Elorregi, San Prudencio el 27 de abril.
- En Elosua y Otaba, el segundo domingo después de Pentecostés.
- En Labegaraieta–Altos Hornos, el 1 de mayo.
- En Murinondo, San Blas el 3 de febrero.
- En Osintxu, San Emeterio y San Celedonio, conocidas como Kofraixak. El último fin de semana de agosto. En estas fiestas, que celebra la cofradía de San Emeterio y San Celedonio, se reparte un bocadillo de carne cocida al tener que realizar la cofradía el «reparto de la caridad».
- En Ubera, San Pablo, el 25 de enero.
- En San Antonabat, el 17 de enero.
- En San Antonio, el 13 de junio.
- En San Cristóbal, el 10 de julio.
- En San Juan, el 24 de junio.
- En San Lorenzo, a finales de agosto.
- En Santa Marina, el 18 de julio.
- En San Marcial, primer domingo de julio.

### Deportes
Vergara es un municipio con una variedad de actividades deportivas. Entre ellas, destaca el trabajo realizado en atletismo, especialmente en la década de 1960.

### Ferias
Además de la feria que se hace en septiembre, en la fiesta de San Martín de Aguirre, se celebra también:
- Sábado de Ramos (Erramu Zapatua), cuando se exponen y venden productos hortofructícolas, ganado y maquinaria.

### Museo Laboratorium Bergara

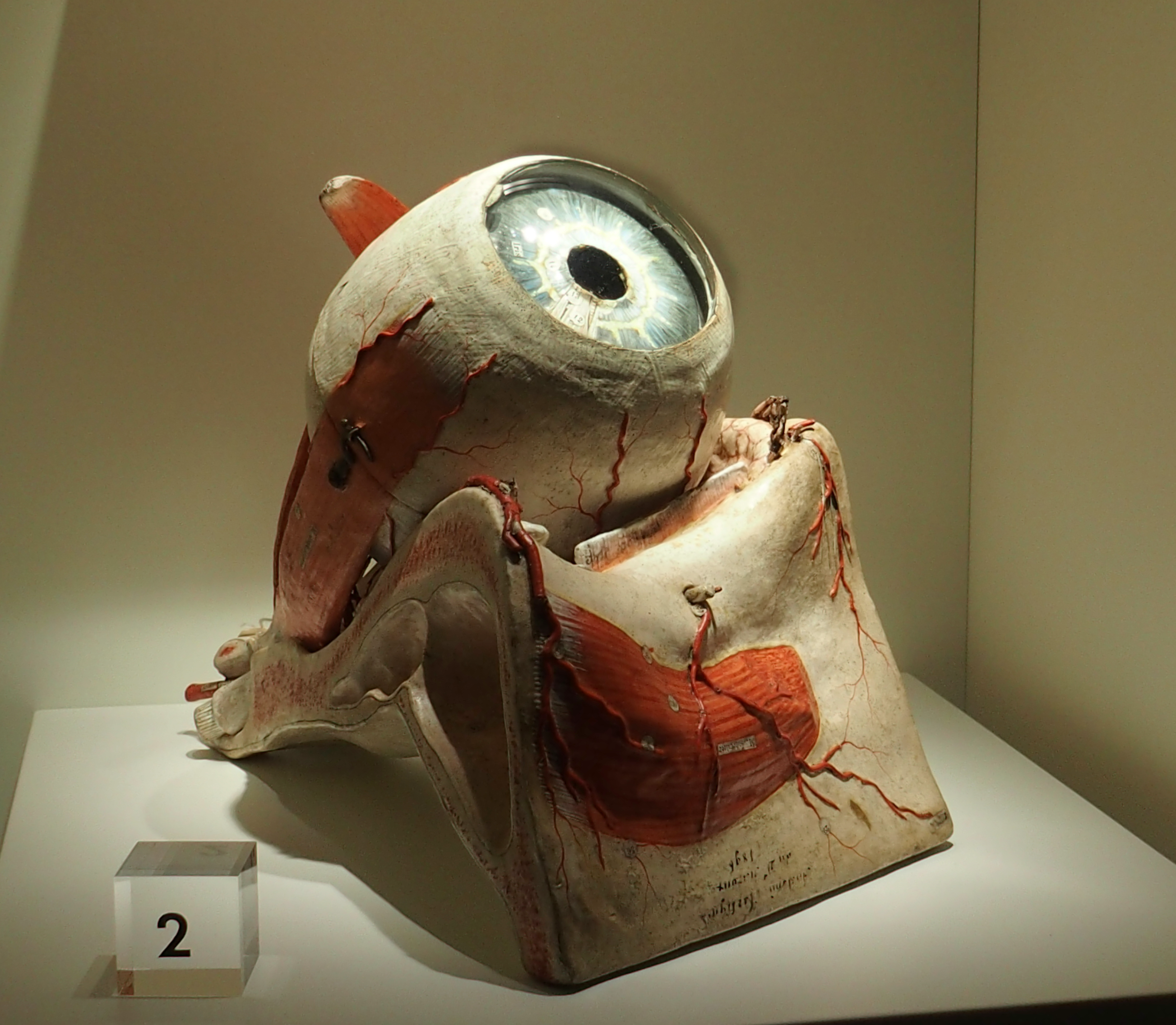
Ojo derecho de la colección de modelo anatómicos del Museo Laboratorium de Bergara

Laboratorium Bergara es un museo de propiedad municipal del tipo museo de la sociedad, cuya exposición permanente está formada por colecciones de ciencias: instrumentos de química, física, especímenes de zoología de diversas partes del mundo y modelos anatómicos utilizados en la enseñanza. Estos objetos tiene su origen en el Real Seminario de Vergara. Se ubica en el palacio Errekalde, rodeado de un jardín inglés del siglo XIX y muy cerca del ayuntamiento.
Suele ofrecer, así mismo, exposiciones temporales con diversa temática, principalmente de ciencias. En noviembre organiza junto a otras instituciones y agentes sociales, las Jornadas de Ciencia y Tecnología en Vergara (Zientzia eta Teknologia Bergaran, ZTB).
En 2018 la European Pysical Society otorgó el título de EPS Historic Site al museo de Bergara.